# Zauvijek volim te
„Zauvijek volim te“ (černohorsky „Заувијек волим те“, do češtiny přeloženo jako Miluji tě navždy) je píseň Stefana Filipoviće, se kterou reprezentoval Černou Horu na Eurovision Song Contest 2008. Píseň se představila v prvním semifinále 20. května 2008, do finále se ale nekvalifikovala. Celkem v semifinále získala 23 bodů (12 od Bosny a Hercegoviny, 10 ze Slovinska a 1 od San Marina), přičemž se umístila na 14. místě.
Píseň složil tým makedonských autorů Grigor Koprov (hudba), Ognjen Nedelkovski (text) a Vladimír Dojčinovski (aranžmá). Stejný tým také stojí za písní „Mojot svet“ (Můj svět) makedonské zpěvačky Karoliny, se kterou vystoupila na Eurovision Song Contest 2007. Později byla předělána Markem Konem a Aleksandarem Kobacem, slavnými srbskými aranžéry. Na pódiu se vedle Stefana Filipoviće objevily i 4 doprovodné vokalistky. Dvě se již na Eurovision Song Contest objevily – Amira Hidić, která reprezentovala Chorvatsko na Eurovision Song Contest 2003 a Martina Majerle reprezentovala Slovinsko na Eurovision Song Contest 2007. Dalšími byly Ana Kabalin a Mateja Majerle.
Je to milostná píseň napsána ve stylu pop-rocku. Stefan zpívá své milence a žádá ji, aby byla opět jeho, protože ji miluje na věčnost. Anglická verze této písně byla vydána pod názvem „Never Forget I Love You“. Demo verze písně byly prezentovány 8. března 2008 v live show televize RTCG, zatímco předělaná verze byla vydána 17. března. Propagační videa byla pro obě verze písně a byla natočena na různých místech, například ve starém městě Kotor a Budvě.

## Seznam stop
- „Zauvijek volim te“ (eurovizní verze)
- „Never Forget I Love You“ (anglická verze)
- „Zauvijek volim te“ (karaoke verze)